# タケシマラン
タケシマラン（竹縞蘭、学名：Streptopus streptopoides subsp. japonicus）は、ユリ科タケシマラン属の多年草。

## 特徴
茎は高さ20-50cmになり、ふつう2枝に分かれる。葉は互生し、長さ4-10cmになる卵状披針形で、同属のオオバタケシマランと違い、基部は茎を抱かない。
花期は6月、葉腋から関節がない花柄を伸ばし、1個ずつ淡紅色の花をつける。花被片は6個で長さ3mmになり、基部から平開して先端は反り返る。雄蕊は6個ある。果実は液果で径7mmの球形になり、赤く熟す。

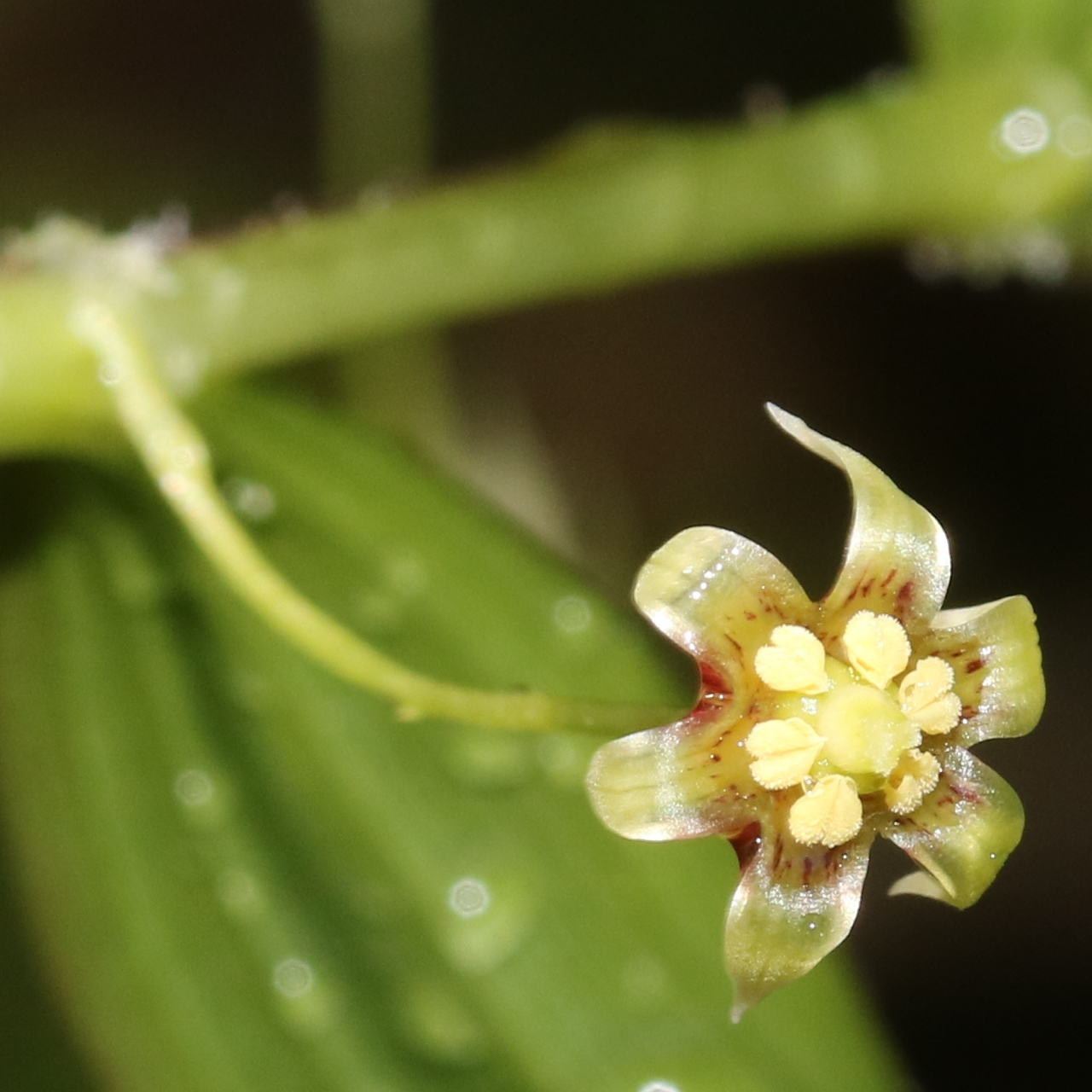
花
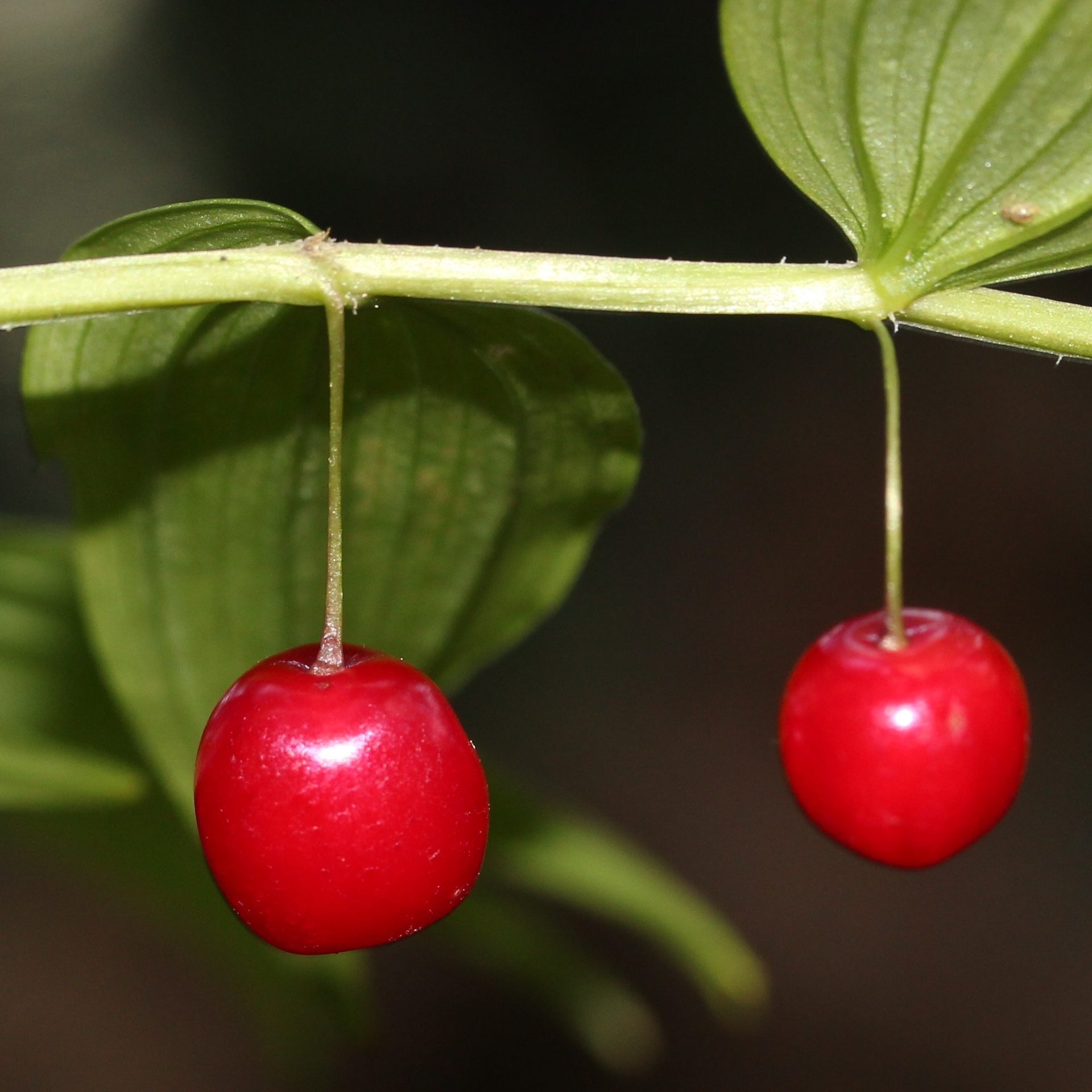
果実

## 分布と生育環境
日本の本州中部地方以北に分布し、山地帯上部から亜高山帯の針葉樹林内に生育する。

## 亜種、品種

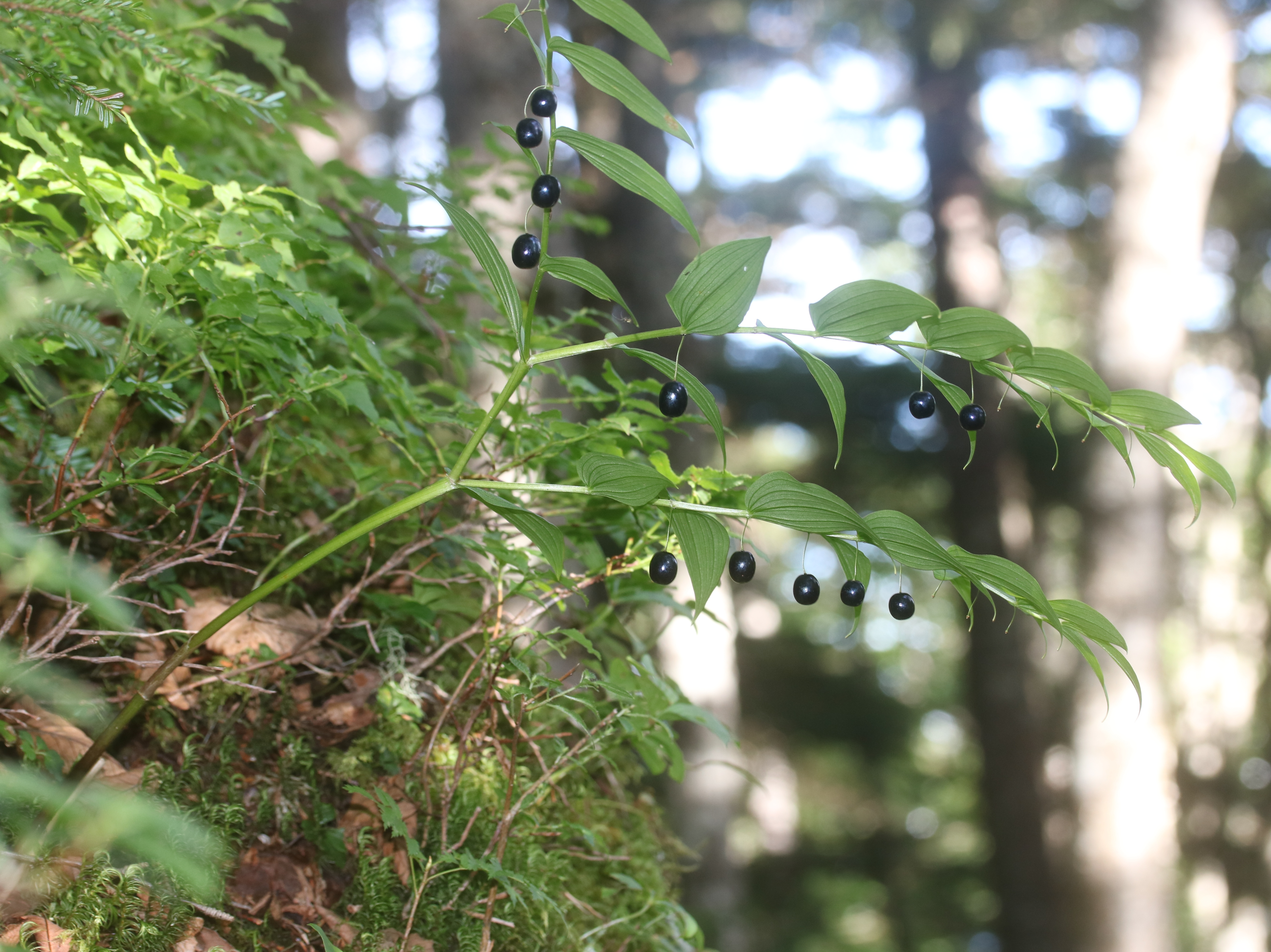
クロミノタケシマラン

- クロミノタケシマラン Streptopus streptopoides (Ledeb.) Frye et Rigg subsp. japonicus (Maxim.) Utech et Kawano f. atrocarpus (Koidz.) Makino et Nemoto -液果が黒色に熟すもの。
- ヒメタケシマラン Streptopus streptopoides (Ledeb.) Frye et Rigg subsp. streptopoides -分類上の基本種。全体に小型なもの。